# Raión judío de Novozlatopil
El raión judío de Novozlatopil (en yidis: נאָוואָזלאַטאָפּיל ייִדיש דיסטריקט‎; en ucraniano: Новозлатопільський євре́йський райо́н) fue un distrito nacional situado en la RSS de Ucrania, una de las repúblicas de la URSS, con capital en Novozlatopil.

## Geografía
El distrito incluía siete consejos de aldea del óblast de Zaporiyia: Novozlatopil, Rozkoshin, Mezhiritski, Krasnosil, Maindorf, Sviatodoujiv, Freidorf, así como tres consejos de aldea del óblast de Mariúpol: Zelenopil, Solodkovodnen, Rothendorf. De estos 10 consejos, 9 consejos de aldea eran judíos. 

## Historia
El distrito fue creado como parte de la implementación de la política de indigenización de la población judía. Como resultado del reasentamiento de un número significativo de judíos en el territorio que fue transferido al distrito, el número de la población judía aumentó significativamente. El distrito incluía 12 antiguas colonias judías y 25 pueblos de reasentamiento recién formados. Las familias judías continuaron mudándose al distrito incluso después de su creación. Así, en la primavera de 1935 llegaron 59 familias. 
En 1930, el distrito comenzó a publicar un periódico en hebreo "Para la colectivización completa", que desde 1932 se llamó "Kolvirt Stern" ("Koljozna Zorya"). Y desde 1935, comenzó la publicación del periódico "Kolhospna zorya" en idioma ucraniano. 
Para el 20 de marzo de 1931, el 80% de las fincas y el 83,2% de las tierras del distrito estaban colectivizados pero también hubo manifestaciones campesinas contra la colectivización. Las autoridades comenzaron la persecución de la tradición judía y la religión judía, los rabinos fueron perseguidos, las sinagogas fueron cerradas.
En 1937-1938, la mayoría de las escuelas judías se transformaron en escuelas rusas y ucranianas.
En marzo de 1939, se disolvieron los distritos nacionales, incluidos los judíos. La razón de esto fue que su creación se consideró artificial e ineficaz. El raión nacional judío de Novozlatopil se convirtió en una unidad administrativa regular. 
Durante la Segunda Guerra Mundial, unidades avanzadas de tropas alemanas irrumpieron en Novozlatopol el 6 de octubre de 1941. Del 5 al 9 de octubre de 1941, el ejército alemán capturó todo el raión. Pronto comenzaron los pogromos contra los judíos donde aproximadamente murieron alrededor de 1.200 judíos del raión de Novozlatopol (25% de la población judía del distrito antes de la guerra).
Después de la liberación en septiembre de 1943, los judíos comenzaron a regresar aquí desde los lugares de evacuación. El distrito existió hasta 1945 como parte del óblast de Zaporiyia. Por decreto del Presidium de la Rada Suprema de la RSS de Ucrania del 20 de febrero de 1945, el raión fue liquidado y su territorio fue transferido a tres raiones: Juliaipole, Kuibishev y Pologi. El antisemitismo de las autoridades y de la población local, que ocuparon las casas de los judíos, así como la disolución del raión, obligaron a los judíos que regresaban a abandonar la zona y en 1948, parte de los judíos locales se trasladó a Birobiyán (óblast autónomo Hebreo).

## Demografía
En 1929, la población del distrito era de 12.148, de los cuales 8.349 eran judíos (68%).
Hacia el año 1939, 15.643 personas vivían en el distrito, incluidos 4.701 judíos (30%), 8.182 ucranianos, 611 rusos y 2.080 alemanes. De las 2.200 personas vivían en la capital, Novozlatopol, 1.109 (50,4%) eran judíos.